# Jeanne Montbaston
Jeanne Montbaston, död efter 1353, var en fransk illustrator. 
Hon var gift med bokförläggaren Richard Montbaston. Tillsammans med sin make drev hon en ateljé i Paris c. 1325-1353. Hennes make utgav böcker, medan hon illustrerade dem. Deras ateljé var berömd, och bland deras mest berömda verk fanns Roman de la Rose, som hennes make gav ut och hon illustrerade med illuminationer. Hon avgav själv en ed som illustrator inför Paris skrå 1353. 
Under medeltiden var det vanligt för kvinnor att arbeta som illustratörer, bokbindare och andra hantverk kring böcker och manuskript, men de flesta var hustrur eller döttrar till boktryckare och som arbetade informellt i familjeverkstaden, och de är sällan kända vid namn och arbetade sällan formellt genom att avge en egen skråed, som Jeanne Montbaston.